# 首都大学野球連盟
一般財団法人首都大学野球連盟（しゅとだいがくやきゅうれんめい、英語表記はTokyo Metropolitan Area University Baseball League）とは、首都圏近郊に所在の16大学で構成された大学野球リーグである。旧制大学からのチームも参加しているリーグである。全日本大学野球連盟の傘下連盟。
出身選手についてはCategory:首都大学野球連盟の選手を参照。

## 概要
1964年（昭和39年）、全日本大学野球連盟が翌年から全日本大学野球選手権大会の出場枠を拡大するにあたり、当時東都大学野球連盟に準加盟だった東海大学が新リーグの結成について同連盟の3部、準加盟1部2部所属校を中心に呼びかけた。
この呼びかけに対し、まず成城大学、日本体育大学、東京教育大学（現：筑波大学）、武蔵大学が賛同を示して東都大学野球連盟を脱退。明治学院大学と東京経済大学も追随した。1964年6月22日にはこれら賛同チームにより首都大学野球連盟が正式に発足した。なお最初の公式戦は、諸大学が東都大学野球連盟から脱退表明してから約2ヶ月後の1964年9月9日、明治神宮第二球場で、松前重義による始球式を経て行われた。
東都大学野球連盟の下部に所属していた大学で構成されたため、発足当初はその実力がマスコミや野球関係者の間で軽視されたが、リーグ結成から5年後の1969年には東海大学が新興リーグ所属校としては快挙となる選手権優勝を成し遂げた。
1977年には高校時代から有名であった東海大相模高校の原辰徳が東海大学へ入学し、その活躍を見たいファンがリーグ戦開催地の川崎球場（首都大学野球本拠地開会式会場）へ連日押しかける騒ぎになった。

## 特徴
大学野球の2大タイトルである全日本大学野球選手権大会と明治神宮野球大会において連盟として通算10回の優勝を誇る。戦後発足した他の新興大学野球連盟の中でも抜きん出た成績であり、各所属校の努力や実績、OBらの活躍などがマスコミに評価されたこともあって、現在では主要五大学リーグ（東京六大学・東都大学・首都大学・関西六大学・関西学生）の一つとして数えられている。
また、設立時の経緯からリーグ運営は東海大学が中心となっており、連盟の会長は同大総長が代々務めている。
東海大学のみが目立つ印象が強いが、明治神宮野球大会では1980年、2017年に日本体育大学が優勝、1987年には筑波大学が優勝、城西大学が2001年に準優勝、2016年には桜美林大学が準優勝するなど、次第に群雄割拠の様相を呈してきている。
またリーグ創立40周年を迎えた頃から積極的に門戸を開き、北関東エリアの大学も含めて所属校が増加。これを受け、2部ではリーグ戦、入替戦出場校決定の形態を段階的に変化させている。近年は1部リーグも含めて学業優先のため、授業期間内は原則として平日にリーグ戦を行わない方針を採っている。近年はリーグ戦、入替戦のWeb中継など新たな取り組みも実施。

## 沿革
- 1964年
春季に東都大学野球連盟を脱退した東海大学、武蔵大学、日本体育大学、東京教育大学（現：筑波大学）、成城大学の5大学で交流試合を実施。6月13日に全日本大学野球連盟から正式に承認を受け、同様に東都を脱退した明治学院大学と東京経済大学の2校を加えた7大学にて秋季から正式なリーグ戦を開始。優勝は東海大学。
- 1965年
2月、第14回全日本大学野球選手権大会の出場枠獲得が決定。
- 1967年
秋季リーグ戦で日本体育大学が初優勝。
- 1968年
秋に行なわれた明治維新百年記念明治神宮野球大会で連盟選抜チームが優勝。
- 1969年
第18回全日本大学野球選手権大会で東海大学が連盟代表として初優勝。東海大学の上田二朗が春季リーグ戦でリーグ史上初の完全試合、通算39勝のリーグ新記録。（ドラフト会議で阪神タイガースから1位指名を受ける。）
- 1970年
春季リーグ戦で明治学院大学が初優勝。明治神宮鎮座50周年奉納野球大会（第1回明治神宮野球大会）で東海大学が連盟代表として初優勝。
- 1971年
春季リーグ戦で帝京大学が初優勝。
- 1972年
春季リーグ戦で大東文化大学が初優勝。明治学院大学の森山正義が4試合連続本塁打、通算26本塁打のリーグ新記録。
- 1975年
日本体育大学の西谷美次が通算39勝のリーグタイ記録。
- 1976年
第25回全日本大学野球選手権大会で東海大学が優勝。連盟代表として通算2度目。リーグ戦の試合会場を神宮第二球場から川崎球場に変更。
- 1977年
東海大学の原辰徳（第15,17,19代読売ジャイアンツ監督）がリーグ戦出場。第26回全日本大学野球選手権大会、第8回明治神宮野球大会で東海大学が準優勝。
- 1979年
秋季リーグ戦で東海大学の市川和正がシーズン最高打率.541のリーグ新記録。
- 1980年
東海大学がリーグ新記録となる9連覇を達成。（1976年春季リーグ戦〜1980年春季リーグ戦）第11回明治神宮野球大会で日本体育大学が初優勝。連盟代表として通算2度目。東海大学の原辰徳が通算144安打、シーズン24打点のリーグ新記録、シーズン26安打のリーグタイ記録を樹立。史上初の2度目の三冠王を獲得。（ドラフト会議で読売ジャイアンツから1位指名を受ける。）
- 1982年
第13回明治神宮野球大会で東海大学が優勝。連盟代表として通算3度目。
- 1983年
第14回明治神宮野球大会で東海大学が優勝。連盟代表として通算4度目。秋季リーグ戦で東海大学の高野光がリーグ新記録の21連勝。（ドラフト会議でヤクルトスワローズから１位指名を受ける。）
- 1987年
秋季リーグ戦で筑波大学が初優勝。第18回明治神宮野球大会で筑波大学が初優勝（国公立大学として初）。連盟代表として通算5度目。
- 1992年
第23回明治神宮野球大会で東海大学が準優勝。
- 1996年
春季リーグ戦で帝京大学の里崎智也（元千葉ロッテマリーンズ）が4試合連続本塁打のリーグタイ記録。
- 1997年
春季リーグ戦で城西大学が初優勝。
- 1998年
第47回全日本大学野球選手権大会で東海大学が準優勝。
- 1999年
第30回明治神宮野球大会で東海大学が準優勝。
- 2000年
第31回明治神宮野球大会で東海大学が準優勝。
- 2001年
第50回全日本大学野球選手権大会で東海大学が優勝。連盟代表として通算3度目。
第32回明治神宮野球大会で城西大学が準優勝。
- 2004年
40周年記念で学生とOBプロの対抗戦（東京ドーム）を実施。
- 2005年
第1回関東地区大学野球選手権大会（明治神宮野球大会の関東地区予選）で東海大学が準優勝。
- 2007年
第56回全日本大学野球選手権大会で東海大学が準優勝。
- 2008年
第57回全日本大学野球選手権大会で東海大学が準優勝。
- 2010年
構成数増加に伴い、2部をA・Bの2グループ（勝率制＋1位同士による2戦先勝方式の入れ替え戦出場決定戦）に変更。第59回全日本大学野球選手権大会、第41回明治神宮野球大会で東海大学が準優勝。第6回関東地区大学野球選手権大会で東海大学が優勝。連盟として初。
- 2011年
春季リーグ戦で日本体育大学の辻孟彦がシーズン10勝の新記録。秋季リーグ戦で東海大学の菅野智之が通算14完封、53イニング連続無失点のリーグ新記録。（ドラフト会議で読売ジャイアンツから1位指名を受ける。）
- 2012年
タイブレークを導入。
- 2014年
1部8校、2部7校制に改組。入替戦をこれまでの1部最下位校対2部優勝校の1カードに加えて、1部7位校対2部2位校も加えた2カードを行うことになる。第63回全日本大学野球選手権大会で東海大学が優勝。連盟代表として通算4度目。秋季リーグ戦で東海大学がリーグ新記録となる33連勝。
- 2015年
春季リーグ戦で東海大学の丸山泰資がリーグ史上2人目となる完全試合を達成。第11回関東地区大学野球選手権大会で東海大学が優勝。連盟として通算2度目。
- 2016年
1部6校、2部9校制に改組。秋季リーグ戦で桜美林大学が初優勝。第12回関東地区大学野球選手権大会で桜美林大学が優勝。連盟として通算3度目。第47回明治神宮野球大会で桜美林大学が準優勝。
- 2017年
第13回関東地区大学野球選手権大会で日本体育大学が優勝。連盟として通算4度目。第48回明治神宮野球大会で日本体育大学が優勝。連盟代表として通算6度目。
- 2018年
東海大学の平山快が秋季リーグ戦で史上12人目の三冠王。
- 2019年
日本ウェルネススポーツ大学が加盟。
秋季リーグ戦で東海大学がリーグ史上初の通算1,000勝を達成。
- 2020年
新型コロナウイルスの影響により、春季リーグ戦は中止。秋季は1部：1試合総当たり、2部もグループ別で同方式の後に優勝決定戦を実施。東海大学は不祥事によりリーグ戦途中で出場辞退。
- 2023年
一般財団法人に移行。

## チーム数の変遷
| 年・期     | 全チーム数 | 1部 | 2部 | 備考                                                     |
| ---------- | ---------- | --- | --- | -------------------------------------------------------- |
| 1964年秋季 | 7          | 7   | -   | 首都大学野球連盟発足                                     |
| 1966年春季 | 10         | 6   | 4   | 2部リーグ制に移行 城西大学、大東文化大学、明星大学が加盟 |
| 1967年春季 | 11         | 6   | 5   | 獨協大学が加盟                                           |
| 1967年秋季 | 12         | 6   | 6   | 帝京大学が加盟                                           |
| 1975年秋季 | 13         | 6   | 7   | 玉川大学が加盟                                           |
| 2006年春季 | 14         | 6   | 8   | 創造学園大学が加盟                                       |
| 2008年春季 | 15         | 6   | 9   | 桜美林大学が加盟                                         |
| 2010年春季 | 16         | 6   | 10  | 足利工業大学が加盟                                       |
| 2013年春季 | 15         | 6   | 9   | 創造学園大学が脱退                                       |
| 2014年春季 | 15         | 8   | 7   | 1部リーグ8校、2部リーグ7校に再編成                       |
| 2016年春季 | 15         | 6   | 9   | 1部リーグ6校、2部リーグ9校に再編成                       |
| 2019年春季 | 16         | 6   | 10  | 日本ウェルネススポーツ大学が加盟                         |

## 運営方法

### 構成
1部6校、以下を2部（2010年～2013年春季は2グループ制）とする運営。
2014年～2015年は1部8校、2部7校構成に改組していた。

### 対戦方法
春季と秋季にそれぞれリーグ戦を実施。また各シーズン終了後に各部の間で入れ替え戦を実施する。

#### 1部
6校による2戦先勝方式の総当たりによる勝ち点制。（引き分けは再試合）
尚、2016年春季からは3回戦及び雨天等による中止順延試合を予備週に行う。（月曜等の平日には原則行わない）
2014年春季から2015年秋季までは8校による2回戦総当たり（全14試合）。勝率により順位を決定していた。

#### 2部
1次リーグは9校による1回戦総当たり（全8試合）、2次リーグは1～4位と5～9位の各グループ内総当り。1、2次リーグ合計の勝率により順位を決定する。
2009年までは、総当たりによる2戦先勝方式の勝ち点制から2回戦総当たりの勝率制という変遷で順位を決定していた。
参加校が増加し、各校立地が広範囲となった2010年から2013年春季までは全10校をA・Bグループに分割。グループ内で2回戦総当たりの8試合（2013年春季はA4校、B5校で行ったためAは6試合）を行い、勝率にて順位を決した上で両グループ1位校が優勝決定戦（勝点制）を行い、その勝者が入替戦に進む。
2013年秋季は9校による2回戦総当たりの勝率制（全16試合）を行い、次年度より1部が8校になるのに伴い1位と2位が自動昇格する。
2014年春季から2015年秋季までは7校による2回戦総当たりの勝率制（全14試合）を行い1位と2位が入替戦に進む。
2016年春季からはまず1次リーグ（1回戦総当り）を行い、1～9位まで順位を決める。その順位を元に、2次リーグ（1～4位と 5～9位の2グループ）で総当り戦を行い、1次リーグ及び2次リーグの合計の勝率を元に最終順位を決定する。1次リーグ 1～4位グループでは最終順位 1～4位校を決め、1次リーグ 5～9位グループでは最終順位 5～9位校を決める。

### タイブレーク
9回を終了し同点の場合はタイブレークを適用する。無死1、２塁で攻撃を開始する。チームの勝敗と責任投手以外のタイブレーク適用時の個人記録は公式記録に含まない。

### 順位決定方法

#### 勝率制
当該チームの全勝数を引き分け試合を除いた全試合数で割ったもの。その数値が高いチームを上位とする。勝率が同じ場合は、優勝の決定が必要な場合に限り決定戦（プレイオフ）を行なう。また、優勝に関係のない順位で同一勝率の場合は、前シーズンの順位が上のチームを、そのシーズンも上の順位とする。

### 入れ替え戦
リーグ戦の終了後に上位リーグの最下位校と下位リーグの優勝校との間の1カードのみで対戦を組み、勝利チームを次シーズンの1部リーグの所属とする（敗北チームは次シーズンは2部リーグ所属となる）。対戦方法は2戦先勝方式。
2014年春季から2015年春季まではリーグ戦の終了後に1部リーグの最下位校と2部リーグの優勝校との間、及び1部リーグの7位校と2部リーグの2位校との間の2カードで対戦を組み、勝利チームを次シーズンの1部リーグの所属としていた（敗北チームは次シーズンは2部リーグ所属となった）。対戦方法は2戦先勝方式。
2015年秋季は次年度より1部が6校になるため特殊な入替戦を行った。まずは、1部リーグの最下位校対2部リーグの優勝校、1部リーグの7位校対2部リーグの2位校で1回戦を行う。次に、1回戦の勝利チーム同士で2回戦を行う。そして2回戦の勝利チームが1部6位チームとの決勝戦を行い、決勝戦の勝利チームが次シーズンの1部リーグ所属チームに、残りの4チームは次シーズンは2部リーグ所属となった。対戦方法は1回戦・2回戦はトーナメント方式、決勝戦が2戦先勝方式。

#### 2戦先勝方式
先に2勝したチームがその相手校との対戦に勝利したとする方式。（1勝1敗の場合は第3戦を行い決着を付ける。）

## 試合会場
設立当初は東都大学野球連盟の試合のない日に明治神宮第二球場を使用していたが、学業との兼ね合いから土日開催を目指して同球場からは撤退し、以後は川崎球場（当時ロッテオリオンズ本拠地）が主体の運営に変更した。しかし川崎球場はスタンドの老朽化のため2000年に解体・改修され、硬式野球での利用ができなくなったため、その後は平塚球場、相模原球場、川崎市等々力球場、大田スタジアム、浦安市運動公園野球場、大和スタジアムを中心に加盟各大学の所有球場（日本体育大学横浜健志台球場・明治学院大学グラウンド）なども利用しながら試合を開催している。これまでは神奈川周辺を中心とした球場で行われていたが、利便性・集客力・公平性などを検討し、加盟各校付近の土浦市営球場、柏の葉公園野球場や大宮球場などの球場も使用されるようになった。2006年春季には岩手県花巻市という首都圏から離れた遠隔地で開催する試みも行われている。1部リーグ戦では入場料を徴収、一般\1,000、学生\500（かつて平日の3回戦は無料の時代もあった）。

## 歴代優勝

### 歴代優勝チーム・入れ替え戦の結果
- ◎：明治神宮野球大会出場権獲得
- ☆：全国大会優勝
- ○：入れ替え戦の勝者
- ●：入れ替え戦の敗者

| 開催年                | 1部優勝                                      | 1部・2部入れ替え戦                                            | 1部・2部入れ替え戦                           |
| 開催年                | 1部優勝                                      | 1部最下位                                                     | 2部優勝                                      |
| --------------------- | -------------------------------------------- | ------------------------------------------------------------- | -------------------------------------------- |
| 1964秋                | 東海大学                                     | 東京教育大学（注1）                                           | （2部リーグなし）                            |
| 1965春                | 東海大学                                     | 東京教育大学（注1）                                           | （2部リーグなし）                            |
| 1965秋                | 東海大学                                     | 東京教育大学（注2）                                           | （2部リーグなし）                            |
| 1966春                | 東海大学                                     | 東京経済大学●                                                 | 大東文化大学○                                |
| 1966秋                | 東海大学                                     | 武蔵大学●                                                     | 東京教育大学○                                |
| 1967春                | 東海大学                                     | 成城大学○                                                     | 城西大学●                                    |
| 1967秋                | 日本体育大学                                 | 東京教育大学○                                                 | 武蔵大学●                                    |
| 1968春                | 東海大学                                     | 東京教育大学●                                                 | 帝京大学○                                    |
| 1968秋                | 東海大学                                     | 成城大学○                                                     | 城西大学●                                    |
| 1969春                | 東海大学☆                                    | 成城大学○                                                     | 城西大学●                                    |
| 1969秋                | 東海大学                                     | 成城大学●                                                     | 城西大学○                                    |
| 1970春                | 明治学院大学                                 | 日本体育大学○                                                 | 成城大学●                                    |
| 1970秋                | 東海大学◎☆                                   | 城西大学○                                                     | 東京教育大学●                                |
| 1971春                | 帝京大学                                     | 城西大学●                                                     | 東京教育大学○                                |
| 1971秋                | 東海大学◎                                    | 東京教育大学○                                                 | 城西大学●                                    |
| 1972春                | 大東文化大学                                 | 東京教育大学●                                                 | 城西大学○                                    |
| 1972秋                | 東海大学◎                                    | 城西大学●                                                     | 東京教育大学○                                |
| 1973春                | 日本体育大学                                 | 東京教育大学○                                                 | 城西大学●                                    |
| 1973秋                | 東海大学                                     | 東京教育大学○                                                 | 東京経済大学●                                |
| 1974春                | 明治学院大学                                 | 東京経済大学○                                                 | 東京教育大学●                                |
| 1974秋                | 日本体育大学◎                                | 東京経済大学●                                                 | 東京教育大学○                                |
| 1975春                | 東海大学                                     | 東京教育大学●                                                 | 東京経済大学○                                |
| 1975秋                | 日本体育大学◎                                | 東京経済大学○                                                 | 城西大学●                                    |
| 1976春                | 東海大学☆                                    | 東京経済大学○                                                 | 城西大学●                                    |
| 1976秋                | 東海大学◎                                    | 東京経済大学●                                                 | 筑波大学○                                    |
| 1977春                | 東海大学                                     | 筑波大学●                                                     | 東京経済大学○                                |
| 1977秋                | 東海大学◎                                    | 東京経済大学○                                                 | 筑波大学●                                    |
| 1978春                | 東海大学                                     | 大東文化大学●                                                 | 筑波大学○                                    |
| 1978秋                | 東海大学◎                                    | 筑波大学●                                                     | 大東文化大学○                                |
| 1979春                | 東海大学                                     | 大東文化大学○                                                 | 城西大学●                                    |
| 1979秋                | 東海大学◎                                    | 大東文化大学○                                                 | 城西大学●                                    |
| 1980春                | 東海大学                                     | 大東文化大学●                                                 | 筑波大学○                                    |
| 1980秋                | 日本体育大学◎☆                               | 筑波大学○                                                     | 大東文化大学●                                |
| 1981春                | 日本体育大学                                 | 明治学院大学○                                                 | 玉川大学●                                    |
| 1981秋                | 日本体育大学◎                                | 東京経済大学●                                                 | 大東文化大学○                                |
| 1982春                | 東海大学                                     | 大東文化大学●                                                 | 東京経済大学○                                |
| 1982秋                | 東海大学◎☆                                   | 明治学院大学○                                                 | 玉川大学●                                    |
| 1983春                | 東海大学                                     | 東京経済大学○                                                 | 大東文化大学●                                |
| 1983秋                | 東海大学◎☆                                   | 東京経済大学●                                                 | 城西大学○                                    |
| 1984春                | 日本体育大学                                 | 明治学院大学○                                                 | 東京経済大学●                                |
| 1984秋                | 日本体育大学◎                                | 明治学院大学○                                                 | 東京経済大学●                                |
| 1985春                | 東海大学                                     | 明治学院大学○                                                 | 東京経済大学●                                |
| 1985秋                | 東海大学◎                                    | 明治学院大学●                                                 | 東京経済大学○                                |
| 1986春                | 東海大学                                     | 東京経済大学●                                                 | 明治学院大学○                                |
| 1986秋                | 帝京大学◎                                    | 城西大学○                                                     | 東京経済大学●                                |
| 1987春                | 東海大学                                     | 城西大学○                                                     | 玉川大学●                                    |
| 1987秋                | 筑波大学◎☆                                   | 城西大学○                                                     | 玉川大学●                                    |
| 1988春                | 日本体育大学                                 | 明治学院大学○                                                 | 大東文化大学●                                |
| 1988秋                | 東海大学                                     | 城西大学○                                                     | 玉川大学●                                    |
| 1989春                | 東海大学                                     | 帝京大学●                                                     | 大東文化大学○                                |
| 1989秋                | 日本体育大学◎                                | 大東文化大学●                                                 | 帝京大学○                                    |
| 1990春                | 東海大学                                     | 帝京大学○                                                     | 大東文化大学●                                |
| 1990秋                | 筑波大学◎                                    | 帝京大学○                                                     | 大東文化大学●                                |
| 1991春                | 東海大学                                     | 明治学院大学○                                                 | 大東文化大学●                                |
| 1991秋                | 東海大学◎                                    | 筑波大学○                                                     | 大東文化大学●                                |
| 1992春                | 東海大学                                     | 帝京大学○                                                     | 大東文化大学●                                |
| 1992秋                | 東海大学◎                                    | 明治学院大学○                                                 | 大東文化大学●                                |
| 1993春                | 東海大学                                     | 筑波大学○                                                     | 大東文化大学●                                |
| 1993秋                | 日本体育大学◎                                | 明治学院大学●                                                 | 東京経済大学○                                |
| 1994春                | 日本体育大学                                 | 東京経済大学●                                                 | 大東文化大学○                                |
| 1994秋                | 東海大学◎                                    | 大東文化大学○                                                 | 武蔵大学●                                    |
| 1995春                | 日本体育大学                                 | 大東文化大学○                                                 | 獨協大学●                                    |
| 1995秋                | 日本体育大学◎                                | 大東文化大学●                                                 | 武蔵大学○                                    |
| 1996春                | 日本体育大学                                 | 武蔵大学○                                                     | 大東文化大学●                                |
| 1996秋                | 筑波大学◎                                    | 武蔵大学●                                                     | 大東文化大学○                                |
| 1997春                | 城西大学                                     | 筑波大学○                                                     | 明治学院大学●                                |
| 1997秋                | 帝京大学◎                                    | 城西大学○                                                     | 武蔵大学●                                    |
| 1998春                | 東海大学                                     | 大東文化大学○                                                 | 東京経済大学●                                |
| 1998秋                | 日本体育大学◎                                | 筑波大学●                                                     | 獨協大学○                                    |
| 1999春                | 東海大学                                     | 獨協大学●                                                     | 東京経済大学○                                |
| 1999秋                | 東海大学◎                                    | 東京経済大学○                                                 | 筑波大学●                                    |
| 2000春                | 東海大学                                     | 大東文化大学●                                                 | 筑波大学○                                    |
| 2000秋                | 東海大学◎                                    | 筑波大学○                                                     | 大東文化大学●                                |
| 2001春                | 東海大学☆                                    | 帝京大学○                                                     | 大東文化大学●                                |
| 2001秋                | 城西大学◎                                    | 東京経済大学○                                                 | 獨協大学●                                    |
| 2002春                | 東海大学                                     | 東京経済大学○                                                 | 大東文化大学●                                |
| 2002秋                | 東海大学◎                                    | 帝京大学●                                                     | 大東文化大学○                                |
| 2003春                | 東海大学                                     | 東京経済大学●                                                 | 帝京大学○                                    |
| 2003秋                | 城西大学◎                                    | 大東文化大学●                                                 | 東京経済大学○                                |
| 2004春                | 東海大学                                     | 帝京大学○                                                     | 武蔵大学●                                    |
| 2004秋                | 日本体育大学◎                                | 東京経済大学●                                                 | 獨協大学○                                    |
| 2005春                | 東海大学                                     | 獨協大学○                                                     | 大東文化大学●                                |
| 2005秋                | 東海大学◎                                    | 獨協大学●                                                     | 武蔵大学○                                    |
| 2006春                | 東海大学                                     | 帝京大学○                                                     | 大東文化大学●                                |
| 2006秋                | 筑波大学◎                                    | 城西大学○                                                     | 大東文化大学●                                |
| 2007春                | 東海大学                                     | 武蔵大学●                                                     | 東京経済大学○                                |
| 2007秋                | 東海大学◎                                    | 東京経済大学●                                                 | 明治学院大学○                                |
| 2008春                | 東海大学                                     | 明治学院大学●                                                 | 大東文化大学○                                |
| 2008秋                | 東海大学                                     | 大東文化大学○                                                 | 明治学院大学●                                |
| 2009春                | 東海大学                                     | 大東文化大学●                                                 | 武蔵大学○                                    |
| 2009秋                | 東海大学                                     | 城西大学○                                                     | 大東文化大学●                                |
| 2010春                | 東海大学                                     | 城西大学○                                                     | 東京経済大学（注3）●                         |
| 2010秋                | 東海大学◎                                    | 帝京大学○                                                     | 東京経済大学（注3）●                         |
| 2011春                | 日本体育大学                                 | 城西大学●                                                     | 大東文化大学（注3）○                         |
| 2011秋                | 東海大学                                     | 武蔵大学●                                                     | 明星大学（注3）○                             |
| 2012春                | 東海大学                                     | 日本体育大学○                                                 | 桜美林大学（注3）●                           |
| 2012秋                | 東海大学                                     | 明星大学●                                                     | 城西大学（注3）○                             |
| 2013春                | 日本体育大学                                 | 城西大学○                                                     | 桜美林大学（注3）●                           |
|                       |                                              | 入れ替え戦なし（注4）                                         |                                              |
| 1部最下位だが自動残留 | 2部より1部へ自動昇格                         |                                                               |                                              |
| 2013秋                | 東海大学                                     | 城西大学                                                      | 東京経済大学（優勝） 桜美林大学（2位）       |
|                       |                                              | 1部・2部入れ替え戦                                            |                                              |
| 1部出場チーム         | 2部出場チーム                                |                                                               |                                              |
| 2014春                | 東海大学☆                                    | ●大東文化大学（7位）                                          | ○獨協大学（2位）                             |
| 2014春                | 東海大学☆                                    | ○東京経済大学（最下位）                                       | ●明星大学（優勝）                            |
| 2014秋                | 東海大学                                     | ○獨協大学（7位）                                              | ●大東文化大学（2位）                         |
| 2014秋                | 東海大学                                     | ○東京経済大学（最下位）                                       | ●武蔵大学（優勝）                            |
| 2015春                | 東海大学                                     | ●獨協大学（7位）                                              | ○大東文化大学（2位）                         |
| 2015春                | 東海大学                                     | ○東京経済大学（最下位）                                       | ●明星大学（優勝）                            |
|                       |                                              | 入れ替えトーナメント戦（注5）                                 |                                              |
| 1部出場チーム         | 2部出場チーム                                |                                                               |                                              |
| 2015秋                | 東海大学◎                                    | ●大東文化大学（6位） ●東京経済大学（7位） ○城西大学（最下位） | ●明星大学（優勝） ●明治学院大学（2位）       |
|                       |                                              | 1部・2部入れ替え戦                                            |                                              |
| 1部最下位             | 2部優勝                                      |                                                               |                                              |
| 2016春                | 日本体育大学                                 | 帝京大学○                                                     | 武蔵大学●                                    |
| 2016秋                | 桜美林大学◎                                  | 城西大学●                                                     | 明星大学○                                    |
| 2017春                | 帝京大学                                     | 桜美林大学●                                                   | 武蔵大学○                                    |
| 2017秋                | 日本体育大学◎☆                               | 明星大学●                                                     | 桜美林大学○                                  |
| 2018春                | 東海大学                                     | 桜美林大学○                                                   | 東京経済大学●                                |
| 2018秋                | 東海大学◎（注6）                             | 武蔵大学○                                                     | 明星大学●                                    |
| 2019春                | 東海大学                                     | 桜美林大学●                                                   | 大東文化大学○                                |
| 2019秋                | 東海大学◎                                    | 大東文化大学●                                                 | 桜美林大学○                                  |
| 2020春                | 新型コロナウイルス感染症の影響により開催中止 | 新型コロナウイルス感染症の影響により開催中止                  | 新型コロナウイルス感染症の影響により開催中止 |
| 2020秋                | 日本体育大学                                 | 東海大学（注7）                                               | 城西大学（注7）（注8）                       |
| 2021春                | 桜美林大学                                   | 武蔵大学○                                                     | 明星大学●                                    |
| 2021秋                | 東海大学                                     | 筑波大学○                                                     | 獨協大学●                                    |
| 2022春                | 東海大学                                     | 帝京大学●                                                     | 明治学院大学○                                |
| 2022秋                | 日本体育大学                                 | 明治学院大学○                                                 | 城西大学●                                    |
| 2023春                | 日本体育大学                                 | 武蔵大学●                                                     | 城西大学〇                                   |
| 2023秋                | 日本体育大学◎                                | 明治学院大学●                                                 | 帝京大学〇                                   |
| 2024春                | 帝京大学                                     | 城西大学〇                                                    | 武蔵大学●                                    |
| 2024秋                | 日本体育大学                                 | 桜美林大学●                                                   | 武蔵大学○                                    |
| 2025春                | 東海大学                                     | 城西大学○                                                     | 桜美林大学●                                  |

- （注1）：1部リーグのみのため入れ替え戦はなし。
- （注2）：1966年春季からの2部創設にともない、1965年秋季最下位の東京教育大学が2部に自動降格。
- （注3）：2部をA・Bの2つのグループに分け、各グループの1位チームによる優勝決定戦の結果。
  - 各グループの優勝チーム（太字は優勝チーム）
    - 2010春　A：東京経済大学、B：明星大学
    - 2010秋　A：東京経済大学、B：桜美林大学
    - 2011春　A：大東文化大学、B：明治学院大学
    - 2011秋　A：城西大学、B：明星大学
    - 2012春　A：足利工業大学、B：桜美林大学
    - 2012秋　A：城西大学、B：桜美林大学
    - 2013春　A：獨協大学、B：桜美林大学
- （注4）：2014年春季より1部の参加チーム増加（6→8）のため2部への降格チームはなし、2部優勝の東京経済大学、2位の桜美林大学が1部へ自動昇格した。
- （注5）：2016年春季より1部の参加チーム削減（8→6）のため1部の下位3チームと2部の上位2チームによるトーナメント方式の入れ替え戦を開催。
トーナメントの結果、優勝した1部8位の城西大学が1部に残留、1部6位の大東文化大学、7位の東京経済大学は2部降格、2部優勝の明星大学と2位明治学院大学は2部残留が決定した。
- （注6）：明治神宮大会に出場したのはリーグ2位で代表決定戦に出場し、出場権を勝ち取った筑波大学。
- （注7）：入替戦は実施せず。
- （注8）：2部をW・Rの2つのグループに分け、各グループの1位チームによる優勝決定戦の結果。
  - 各グループの優勝チーム（太字は優勝チーム）
    - 2020秋　W：城西大学、R：明星大学

### リーグ優勝回数
1部リーグ
【2025年春季リーグ戦終了時点】
| 優勝回数 | 大学                    |
| -------- | ----------------------- |
| 76       | 東海大学                |
| 28       | 日本体育大学            |
| 5        | 帝京大学                |
| 4        | 筑波大学                |
| 3        | 城西大学                |
| 2        | 明治学院大学 桜美林大学 |
| 1        | 大東文化大学            |

2部リーグ
【2025年春季リーグ戦終了時点】
| 優勝回数 | 大学                           |
| -------- | ------------------------------ |
| 28       | 大東文化大学                   |
| 18       | 東京経済大学                   |
| 16       | 城西大学                       |
| 12       | 筑波大学（旧：東京教育大学）   |
| 12       | 武蔵大学                       |
| 8        | 明星大学                       |
| 5        | 玉川大学 獨協大学 明治学院大学 |
| 4        | 帝京大学                       |
| 3        | 桜美林大学                     |
| 1        | 成城大学                       |

### 全国大会成績
※大学選手権＝全日本大学野球選手権大会出場回数、神宮大会＝明治神宮大会出場回数。（大学選手権と神宮大会の実績はリーグ発足以前も含む）
| 学校         | 最終出場大会      | 全国大会 合計出場回数 | 大学選手権 | 神宮大会 | 備考                                                       |
| ------------ | ----------------- | --------------------- | ---------- | -------- | ---------------------------------------------------------- |
| 東海大学     | 2025年 大学選手権 | 61                    | 40         | 21       | 全日本大学野球選手権大会優勝：4回 明治神宮大会優勝：3回    |
| 日本体育大学 | 2024年 神宮大会   | 24                    | 11         | 13       | 全日本大学野球選手権大会ベスト4：4回 明治神宮大会優勝：2回 |
| 帝京大学     | 2024年 大学選手権 | 5                     | 3          | 2        |                                                            |
| 筑波大学     | 2018年 神宮大会   | 4                     | 1          | 3        | 明治神宮大会優勝：1回                                      |
| 城西大学     | 2003年 神宮大会   | 3                     | 1          | 2        | 明治神宮大会準優勝：1回                                    |
| 明治学院大学 | 1974年 大学選手権 | 2                     | 2          | 0        |                                                            |
| 桜美林大学   | 2021年 大学選手権 | 2                     | 1          | 1        | 明治神宮大会準優勝：1回                                    |
| 大東文化大学 | 1972年 大学選手権 | 1                     | 1          | 0        |                                                            |

## 加盟大学
（2025年春季リーグ戦終了時、カッコ内は2025年春季リーグ戦順位）

### 1部リーグ
- 東海大学（優勝）
- 筑波大学（2位）
- 日本体育大学（3位）
- 帝京大学（4位）
- 武蔵大学（5位）
- 城西大学（6位）

### 2部リーグ
- 桜美林大学（優勝）
- 明星大学（2位）
- 日本ウェルネススポーツ大学（3位）
- 獨協大学（4位）
- 明治学院大学（5位）
- 東京経済大学（6位）
- 足利大学（7位）
- 成城大学（8位）
- 大東文化大学（9位）
- 玉川大学（10位）

### かつて所属していた大学
- 創造学園大学（2012年秋季をもって脱退[4]。）